# Dodge DL-Serie
Der Dodge DL-Serie war ein PKW der Firma Dodge in Detroit, der als Nachfolger der DH-Serie im Januar 1932 komplett überarbeitet vorgestellt wurde.
Der Wagen besaß einen seitengesteuerten 6-Zylinder-Reihenmotor mit 3569 cm³, dessen Hub gegenüber dem des Vorgängers um 1/8" verlängert worden war. Er gab eine Leistung von 79 bhp (58 kW) 3.400/min. ab. Über eine Einscheiben-Trockenkupplung und ein Dreiganggetriebe mit Mittelschaltung wurden die Hinterräder angetrieben. Stattdessen war auf Wunsch auch eine Halbautomatik lieferbar, bei der beim Gangwechsel eine vakuumbetätigte Kupplung automatisch aktiviert wurde. Der Radstand des Fahrgestells wuchs auf 2908 mm. Als Aufbauten wurden eine 4-türige Limousine, drei 2-türige Coupés mit 2 oder 4 Sitzplätzen und zwei 2-türige Cabriolets (auf Coupé- und auf Limousinenbasis) angeboten. Daneben gab es den DL auch als Fahrgestell mit allen mechanischen Komponenten für Kunden, die selbst einen Karosseriebaubetrieb beauftragen wollten.
Im November 1932 ersetzte die DP-Serie den DL.